# Nupserha elongatissima
Nupserha elongatissima är en skalbaggsart. Nupserha elongatissima ingår i släktet Nupserha och familjen långhorningar.

## Underarter
Arten delas in i följande underarter:
- N. e. elongatissima
- N. e. mirei